# Quintus Caecilius Metellus Celer
Quintus Caecilius Metellus Celer († 59 v.Chr.) was een Romeins politicus.
Hij was de zoon van Quintus Caecilius Metellus Nepos en Licinia Crassa. In 60 v.Chr. was hij met het ambt van consul bekleed. 
Metellus Celer trad in het proces tegen Gaius Rabirius op, met steun van Gaius Julius Caesar, om de senaat een politiek signaal te geven. Rabirius werd veroordeeld. Zijn beroep voor de volksvergadering wordt door Metellus onderbroken, terwijl deze het veldteken uit het Ianiculum inhaalt en daarmee de vergadering beëindigt. Daarmee kan een voor Rabirius positief oordeel worden uitgesproken.
Metellus Celer was met Clodia Pulchra gehuwd, een zus van Publius Clodius Pulcher en dochter van Appius Claudius Pulcher, wier losbandige levenswandel berucht was: zij werd verdacht van incest met haar broer en vergiftiging van haar echtgenoot.
Hun dochter was Caecilia Metella Celer, de echtgenote van Publius Cornelius Lentulus Spinther.

## Antieke bronnen
- Cass. Dio, XXXVI 37, XXXVII - XXXVIII
- Sall., De Cat. Con. 57.
- Cic., Ad fam. V 1.2.
- Ascon., in Cornel., p. 63.